# Lindneromyia keiseri
Lindneromyia keiseri är en tvåvingeart som först beskrevs av Kessel och Clopton 1970.  Lindneromyia keiseri ingår i släktet Lindneromyia och familjen svampflugor.
Artens utbredningsområde är Madagaskar. Inga underarter finns listade i Catalogue of Life.